# Западно-Карпатская операция
За́падно-Карпа́тская опера́ция — стратегическая военная операция вооружённых сил СССР, проводившаяся 12 января — 18 февраля 1945 года против войск Германии и Венгрии в ходе Великой Отечественной войны.

## Стратегическая ситуация
В сентябре 1944 года советские войска вступили на территорию Чехословакии (см. Восточно-Карпатская операция). Этим событием началось освобождение Чехословакии.
Военный совет 4-го Украинского фронта в декабре 1944 года разработал план наступления, который был утверждён Ставкой. Фронту предстояло разгромить противостоявшего противника, преодолеть Западные Карпаты и выйти в долину рек Висла, Одра до Моравска-Остравы.

## Расстановка сил

### СССР
- 4-й Украинский фронт (И. Е. Петров). В него входили 38-я, 1-я гвардейская (А. А. Гречко), 18-я (А. И. Гастилович), 8-я воздушная армии (В. Н. Жданов) и 1-й Чехословацкий армейский корпус (Людвик Свобода).

### Германия и Венгрия
- Группа армий «Центр» (Йозеф Гарпе (до 17.01.1945), Фердинанд Шёрнер). В неё входили 17-я (Фридрих Шульц), 1-я танковая (Готхард Хейнрици) немецкие армии и 1-я венгерская армия.

## Ход операции
Западно-Карпатская операция началась 12 января 1945 года. Войска 18-й армии атаковали позиции противника, который оказал упорное сопротивление.
38-я армия перешла в наступление 15 января. Наступление этой армии развивалось успешно.
Наступление 60-й армии 1-го Украинского фронта (Висло-Одерская операция) с севера и 38-й армии с юга создали угрозу окружения 17-й немецкой армии, и немецкое командование в ночь на 16 января отдало приказ отводить свои войска на Краков. 16 января был освобождён город Ясло, 19 января — Кошице и Прешов.
1-я гвардейская армия вместе с 1-м чехословацким корпусом перешла в наступление 18 января.
Войска фронта к концу января подошли к Бельско-Бяле, овладели Новым Таргом, Левочей, Попрадом.
12 февраля войска 38-й и 1-й гвардейской армий овладели Бельско-Бялой.
К 18 февраля 4-й Украинский фронт был остановлен противником на заранее подготовленном оборонительном рубеже Струмень — Живец — Яблонка — Липтовски-Микулаш.

## Итоги
Пройдя с боями свыше 200 км, войска 4-го Украинского фронта преодолели большую часть Западных Карпат, вышли в район верхнего течения Вислы, чем способствовали продвижению 1-го Украинского фронта в Силезии. Были созданы условия для дальнейшего наступления с целью овладения Моравско-Остравским промышленным районом.